# Radio Rebel
Radio Rebel és una pel·lícula original de Disney Channel de 2012 basada en una novel·la amb el títol de Shrinking Violet. La pel·lícula va ser dirigida per Peter Howitt, escrita per Erik Patterson i Jessica Scott, i apareix l'estrella Debby Ryan com a Tara Adams.

## Argument
Tara Adams (Debby Ryan) és una tímida estudiant d'últim any a l'escola Lincoln Bay High School que tem parlar amb algú o ser cridada durant la classe. Però en la intimitat del seu dormitori, realitza una podcast com a locutora anomenada «Radio Rebel». El seu àlter ego dona un missatge d'inspiració als seus companys de secundària i, al seu torn es converteix en la seva protegida. El seu padrastre, Rob (Martin Cummins), és propietari de Slam FM, la més escoltada estació de ràdio FM de Seattle. Quan s'assabenta que Tara és «Radio Rebel» mentre escolta un dels seus podcasts (a petició de DJ Cami Q (Mercedes de la Zerda), deixa que Tara que el reemplaci un espai obert de DJ a Slam FM. Tot i mantenir el seu àlter ego de Radio Rebel en secret, Tara esdevé un èxit instantani a causa del seu programa de ràdio on anima els seus companys de classe perquè siguin ells mateixos.Tara diverteix, en una ocasió, organitza una festa de ball durant l'esmorzar a la secundària, on la directora Moreno (Nancy Robertson) prohibeix els seus alumnes escoltar el podcast de Radio Rebel. No obstant això, la directora no pot ordenar DJ Cami Q sortir de l'escola, ja que està estacionada amb el seu vehicle en propietat pública (el carrer) i té el permís necessari. Enutjada, Moreno decideix cancel·lar la festa de graduació fins que Radio Rebel reveli el seu veritable jo. Els seus companys desil·lusionats amb Radio Rebel truquen al seu programa de ràdio per dir que van aixafar els seus somnis. Com que va decebre els seus oïdors, Tara i Slam FM decideixen fer per als estudiants de Lincoln Bay un Eliab (baile lletrejat a l'inrevés en la versió castellana de la pel·lícula). Els estudiants nominen i seleccionen Radio Rebel per a la reina d'Eliab i, a pesar que Moreno l'expulsés, Tara passa a l'escenari per acceptar l'honor. Amb la finalitat de protegir Tara, la seva millor amiga Audrey crida: «Jo sóc Radio Rebel!» L'amorós de Tara, Gavin segueix el seu exemple i, finalment, tots els estudiants comencen cridant que són Radio Rebel fins que Moreno accepta la derrota i se'n va. Tara, omple de confiança ara que ha estat acceptada pel cos estudiantil, li dona la corona a Stacy, una estudiant que l'havia estat tractant malament durant tota la pel·lícula i que havia volgut molt ser la reina del ball. Abans de la lluita contra Radio Rebel, Stacy declara: «Sóc Radio Rebel». La pel·lícula conclou amb Tara ballant tota la nit amb Gavin, tan finalment
 que els va permetre ser ells mateixos.

## Repartiment
- Debby Ryan com a Tara Adams,[1] una estudiant tímida que en secret adopta la personalitat d'una locutora anomenada Radio Rebel.
- Sarena Parmar com a Audrey,[1] millor amistat de Tara que l'ajuda a ocultar la seva identitat secreta.
- Adam DiMarco com a Gavin,[1] la cita del ball de Stacy i guitarrista de la banda Gggg's i enamorat de Tara.
- Merritt Patterson com a Stacy,[1] la noia més popular de l'escola que està molesta amb la creixent popularitat de Radio Rebel.
- Atticus Mitchell com a Gabe,[1] el baixista i vocalista de la popular banda Gggg's.
- Mercedes de la Zerda com a DJ Cami Q,[2] la popular DJ de ràdio que és una bona amiga de Tara a SLAM FM

## Producció
Quan Shrinking Violet va ser adaptada en una pel·lícula, alguns elements van haver de ser modificats, això inclou el personatge Teresa canviat pel nom Tara i la seva personalitat en la ràdio és canviat de Sweet T a Radio Rebel. La pel·lícula es va filmar a Maple Ridge, Colúmbia Britànica, Canadà durant l'estiu de 2011.
Peter Howitt va dirigir Radio Rebel a partir d'un guió que es basa en la novel·la Shrinking Violet de l'autora Danielle Joseph. Aquest serà el primer projecte Disney de Howitt, no obstant això, ha dirigit una sèrie de pel·lícules orientades a la família. Goldering Production, Jane Goldering va estar produint juntament amb Kim Arnott i Oliver De Caigny.
Debby Ryan va gravar dues cançons per promoure la pel·lícula: una versió de The Go-Go's "We Got the Beat" i la col·laboració amb Chase Ryan i Chad Hively anomenat "We Ended Right".
La pel·lícula va ser acompanyada per una alineació de la setmana anomenat We Got the Beat Week que consta de videos musicals i música amb temes de les sèries i pel·lícules de Disney Channel.

## Banda sonora
L'àlbum de la banda sonora de Radio Rebel va ser publicat el 21 de febrer de 2012.

### Llista de cançons
| Núm. | Títol                                                          | Durada |
| ---- | -------------------------------------------------------------- | ------ |
| 1.   | «We Got the Beat» (Debby Ryan)                                 | 2:22   |
| 2.   | «Can't Stop The Rock» (The Barrymores)                         | 2:34   |
| 3.   | «Afterthought» (The Whereabouts)                               | 2:50   |
| 4.   | «Turn It All Around» (The GGGG's)                              | 2:46   |
| 5.   | «We So Fly» (The GGGG's)                                       | 2:44   |
| 6.   | «Brand New Day» (Kari Kimmel)                                  | 2:37   |
| 7.   | «Backing Off» (Champion)                                       | 2:53   |
| 8.   | «We Ended Right» (Debby Ryan feat. Chase Ryan and Chad Hively) | 4:06   |
| 9.   | «No Advances» (Two Hours Traffic)                              | 3:18   |
| 10.  | «Like You Love Her» (Fat Sue)                                  | 3:48   |
| 11.  | «Now I Can Be The Real Me» (The GGGG's)                        | 3:18   |
| 12.  | «Touch The Ground» (Central Park feat. Maylee Todd)            | 1:58   |
| 13.  | «My Revolution» (Above Envy)                                   | 2:37   |
| 14.  | «A Wish Comes True Everyday» (Debby Ryan)                      | 3:11   |
| 15.  | «Rebel New»                                                    | 3:05   |

## Rebuda
Radio Rebel en l'actualitat té una qualificació de 6,7 sobre 10 en IMDb. També va guanyar 4,3 milions d'espectadors en la seva nit d'estrena.

## Comercialització
Cafepress va llançar una línia de productes de Radio Rebel, incloent carcasses d'iPhone, bosses, roba, i tapissos.

## Llançament internacional
| País / Regió                             | Canal                         | Premiere             | Títol en el país |
| ---------------------------------------- | ----------------------------- | -------------------- | ---------------- |
| Estats Units                             | Disney Channel                | 17 de febrer de 2012 | Radio Rebel      |
| Canadà                                   | YTV                           | 9 de març de 2012    | Radio Rebel      |
| Irlanda · Regne Unit                     | Disney Channel UK and Ireland | 1 de juny de 2012    | Radio Rebel      |
| Brunei · Malàisia · Filipines · Singapur | Disney Channel Asia           | 17 de juny de 2012   | Radio Rebel      |
| Nova Zelanda · Austràlia                 | Disney Channel (Austràlia)    | 6 de juliol de 2012  | Radio Rebel      |
| Sud-àfrica                               | Disney Channel South Africa   | 16 de juny de 2013   | Radio Rebel      |

## Premis i nominacions
| Any  | Resultat | Premi                                            | Categoria         | Rebedor(s)  | Ref.  |
| 2012 | ?        | Popstar! Magazine's 11th Annual Poptastic Awards | Favorite TV Movie | Radio Rebel | [ 8 ] |